# 현장르포 제3지대
《현장르포 제3지대》는 KBS에서 1998년 10월 12일부터 2005년 4월 26일까지 방송되었던 다큐멘터리 텔레비전 프로그램이다.

## 기획 의도
소수의 목소리에 담긴 건강상과 다양성에 주목하는 다큐멘터리 프로그램이다.

## 방송 시간
| 방송 채널 | 방송 기간                          | 방송 시간                            |
| --------- | ---------------------------------- | ------------------------------------ |
| KBS 2TV   | 1998년 10월 12일 ~ 1999년 4월 20일 | 매주 월요일 밤 11시 ~ 11시 55분      |
| KBS 1TV   | 1999년 5월 14일 ~ 2001년 4월 27일  | 매주 금요일 밤 11시 45분 ~ 12시 45분 |
| KBS 1TV   | 2001년 5월 1일 ~ 2001년 10월 30일  | 매주 화요일 밤 11시 35분 ~ 12시 25분 |
| KBS 1TV   | 2001년 11월 6일 ~ 2005년 4월 26일  | 매주 화요일 밤 10시 ~ 10시 50분      |